# Italijansko kraljestvo
Italijansko kraljestvo (italijansko Regno d'Italia, tudi Regno Italico) je bila država na severu Apeninskega polotoka, osnovana pod Napoleonom leta 1805 in propadla z njegovim porazom leta 1814.
Država je bila ustanovljena 17. marca 1805, ob preoblikovanju Italijanske republike v kraljevino. Napoleon je s kronanjem z lombardsko železno krono v milanski katedrali 26. maja postal kralj Italije, njegov posinovljenec Eugène de Beauharnais pa njegov namestnik, podkralj.
Kraljevina je vključevala Lombardijo, Benečijo, Modensko vojvodstvo, Ancono kot del Papeške države, del Kraljevine Sardinije in Južno Tirolsko. Med letoma 1805 in ustanovitvijo Ilirskih provinc leta 1809 so bile v Italijansko kraljestvo vključene tudi Istra, Dalmacija in Boka Kotorska ter po ukinitvi Dubrovniške republike leta 1808 še njeno ozemlje.
Dejansko je bila kraljevina v osnovi francoska kolonija, v kateri so izkoriščali različne naravne vire za obogatitev Francije med njeno začetno industrializacijo pod Napoleonom. Prav tako je zagotavljala izhodišče za bojne pohode proti Avstriji v raznih koalicijskih vojnah.  
Po Napoleonovem odstopu s položaja 11. aprila 1814 je njegov namestnik Eugène de Beauharnais poskušal postati naslednji kralj, vendar sta mu Senat Kraljevine in milanska vstaja 20. aprila 1814 to preprečila. Izgnan je bil ob avstrijski zasedbi Milana.
Kraljevina je bila uradno ukinjena na dunajskem kongresu 9. junija 1815, ko je razpadla na več držav.

## Vojska Italijanskega kraljestva
Pehota:
- linijska pehota: pet polkov iz Italijanske republike in dva polka, ustanovljena leta 1805 in 1808;
- lahka pehota: trije polki iz Italijanske republike in en polk, ustanovljen leta 1811;
- kraljeva garda: dva bataljona iz Italijanske republike (Granatieri in Cacciatori), dva bataljona (Velites) ustanovljena leta 1806, dva bataljona mlade garde (1810) in še dva bataljona iz 1811;

Konjenica:
- dragonci: dva polka iz Italijanske republike
- Cacciatori a Cavallo (lahki konjeniki): en polk iz Italijanske republike, trije polki, ustanovljeni v letih 1808, 1810 in 1811;
- Kraljeva garda: dva eskadrona dragoncev, pet čet častne garde

Vojska, vključena v Grande Armée, je sodelovala v vseh Napoleonovih bojnih pohodih. V 17 letih obstoja Italijanske republike oz. Italijanskega kraljestva je bilo vanjo vpoklicanih približno 200.000 ljudi; od tega jih je padlo okoli 125.000.